# 情動ヒューリスティック
感情ヒューリスティックはヒューリスティックであって、素早く効率的に課題を決定して解決させることを人にさせる、現行の即ちその時の感情―恐れ、喜び、驚きなど―がその決定に影響する、心理的な手っ取り早い方法である。それは言い換えれば、情緒的反応もしくは役割を果たすよう働く心理学用語での「情動」(英: affect)のところの、ヒューリスティックの一種である情動ヒューリスティックである。それは決定過程を短くさせ、情報についての広い探索と比べることがないよう働きかける、潜在意識の過程である。それは、刺激に対する反応として、気分と比べて期間において短く、急速に非自覚的に起きる。「母の愛」の言葉を読むことは通常愛着と心地よさの感覚が生じるのに対し、「肺癌」の言葉を読むことは通常恐怖の情動が生じる。情動ヒューリスティックは概して何がしかのリスクと利益を決定するもので使われる。